# نادي المرأة للرياضة والإبداع الثقافي
نادي المرأة الرياضي والإبداع الثقافي؛ تم اشهار النادي بقرار وزاري من وزارة الثقافة والرياضة والشباب بسلطنة عمان، في 17 أكتوبر 2021، تزامنا مع يوم المرأة العمانية.
يعد النادي الأول من نوعه في السلطنة، من حيث تخصيصه بشكل كلي للنساء، ويُعنى بالجانبين الثقافي والرياضي.

## أهداف النادي
- انعكاساً للاهتمام السامي الذي يوليه السلطان هيثم بن طارق للمرأة العمانية حتى تكون شريكاً فاعلاً في التنمية المستدامة.[1]
- ترجمة لرؤية عمان 2040 الرامي إلى إيجاد البيئة الملائمة لتمكين المرأة في مختلف الجوانب الرياضية والثقافية، وتعزيز حضورها في في هذه المجالات.[3]
- تماشياً مع خطة وزارة الثقافة والرياضة والشباب في ملاءمة برامج مع هيكلتها الجديدة بدمج قطاعات الثقافة والرياضة والشباب.[1]

## أعمال النادي
- التعاون مع النادي الثقافي في مجالات الكتابةالأدبية والإبداع الثقافي.
- التعاون مع الأندية الرياضية والاتحادات والجهات ذات الصلة بالمجال الرياضي. [2]

## الفئة المستهدفة
جميع النساء في سلطنة عُمان.

## أنشطة ومرافق النادي
يمارس النادي أنشطته في المركز الرياضي في مجمع السلطان قابوس الرياضي ببوشر وهو مركز يوفّر الخصوصية المطلوبة للمرأة.
- يتكون الركن الرياضي من: مسبح مغلق، وصالة رياضية مجهّزة تجهيزًا كاملًا بأحدث المعدات «غرف سونا وجاكوزي وبخار وغرف لتبديل الملابس»، وأيضا غرف يمكن توظيفها لرياضات الاسترخاء كاليوجا وغيرها من الرياضات المشابهة لها.
- يتكون الركن الثقافي من: قاعة للمحاضرات الثقافية والشبابية، ومكتبة مصغّرة.
- صالات الاستقبال والجلوس[5]